# NGC 1001
NGC 1001 je galaksija u zviježđu Perzej.

## Vanjske poveznice
- SEDS: NGC 1001